# Terciarias Mercedarias del Niño Jesús
La Congregación de Hermanas Terciarias Mercedarias del Niño Jesús es una congregación religiosa católica femenina, de vida apostólica y de derecho pontificio, fundada por el religioso argentino José León Torres, en Córdoba, en 1887. A las religiosas de este instituto se les conoce como hermanas mercedarias y posponen a sus nombres las siglas HH.MM..

## Historia
La congregación fue fundada en por el religioso mercedario argentino José León Torres, el 1 de octubre de 1887, en Córdoba, con el fin de atender a los niños huérfanos y pobres en los barrios periféricos de la ciudad. En vida del fundador el instituto se expandió rápidamente en otros sectores de Argentina y fundó su primera casa en Uruguay.
El instituto fue agregado a la Orden de la Merced y aprobado como congregación religiosa de derecho pontificio, mediante decretum laudis del papa Pío XII, del 3 de abril de 1940.

## Organización
La Congregación de Hermanas Terciarias Mercedarias del Niño Jesús es un instituto religioso de derecho pontificio, internacional y centralizado, cuyo gobierno es ejercido por una superiora general. La sede central se encuentra en Córdoba (Argentina).
Las hermanas mercedarias se dedican a la pastoral educativa y penitenciaria. En 2017, el instituto contaba con 73 religiosas y 17 comunidades presentes en Argentina, Chile y Uruguay.